# Jean-Pierre Catteau-Calleville
Jean-Pierre Guillaume Catteau-Calleville (né en 1759 à Angermünde; † le 18 mai 1819 à Paris) est un géographe huguenot rallié au Premier Empire. Ses recherches sur l'Europe du Nord ont guidé l'application du Blocus continental.

## Biographie
La famille normande de Catteau-Calleville, comme d'autres familles huguenottes, avait émigré en Prusse après la proclamation de l'édit de Fontainebleau (1685). Il exerça les fonctions de pasteur à Stockholm jusqu'en 1783, avant de s'établir à Paris pour y publier ses récits de voyage. Sa description des pays de la Baltique lui valut une certaine réputation parmi les géographes français. Du reste, le relèvement topographique d'une interconnexion du Grand Canal du Nord entre Paris et Lübeck (1813) témoigne de l'importance que revêtait pour Napoléon l'espace balte pour l'application du Blocus continental. Une des sources d'inspiration de ce programme était l'étude qu'avait consacrée Catteau-Calleville à la liaison entre Lübeck et le port d'Arkhangelsk par la mer Baltique. Le projet de fédérer les trois villes hanséates de Brême, Hambourg et Lübeck en une république membre de la confédération du Rhin après l'annexion de la Saxe-Lauenbourg et du pays de Hadeln, a été abandonné à la suite de ses analyses.
Ses essais, largement utilisés par Michaud pour sa Biographie Universelle, comprennent notamment des biographies de Renée de France et de Christine de Suède .

## Distinctions
- Chevalier de l'ordre de Vasa (1815)
- Chevalier de l'ordre royal de l'Étoile polaire (1816)

## Écrits
- Vie de Renée de France, duchesse de Ferrare. Berlin 1781.
- Bibliothèque suédoise. Stockholm 1784.
- Tableau général de la Suède. 2 vol. Lausanne 1789.
- Tableau des états danois. 3 vol. Paris 1802.
- Tableau de la mer Baltique, considérée sous les rapports physiques, géographiques, historiques et commerciaux, avec une carte, et des notices détaillées sur le mouvement général du commerce, sur les ports les plus importans, sur les monnaies, poids et mesures. 2 vol. Pillet, Paris 1812.
- Histoire des révolutions de Norwège, suivie du tableau de l’état actuel de ce pays, et de ses rapports avec la Suède. 2 vol. Pillet, Paris 1818.
- Voyage en Allemagne et en Suède. 2 vol. Paris 1819.
- Histoire de Christine Reine de Suède, avec un précis historique de la Suède depuis les anciens tems jusqu'à la mort de Gustave-Adolphe-le-Grand, père de la reine. 2 vol. Paris 1819.